# Mercerie

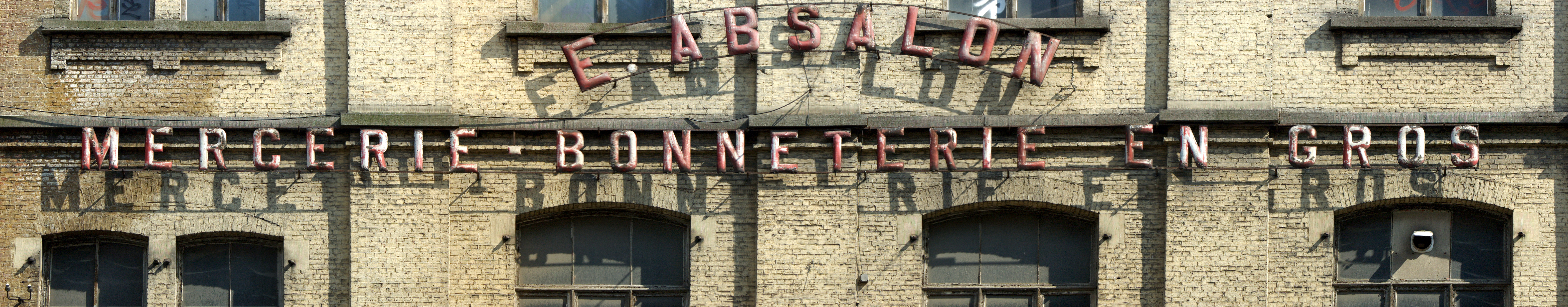
Enseigne de mercerie-bonneterie à Bruxelles

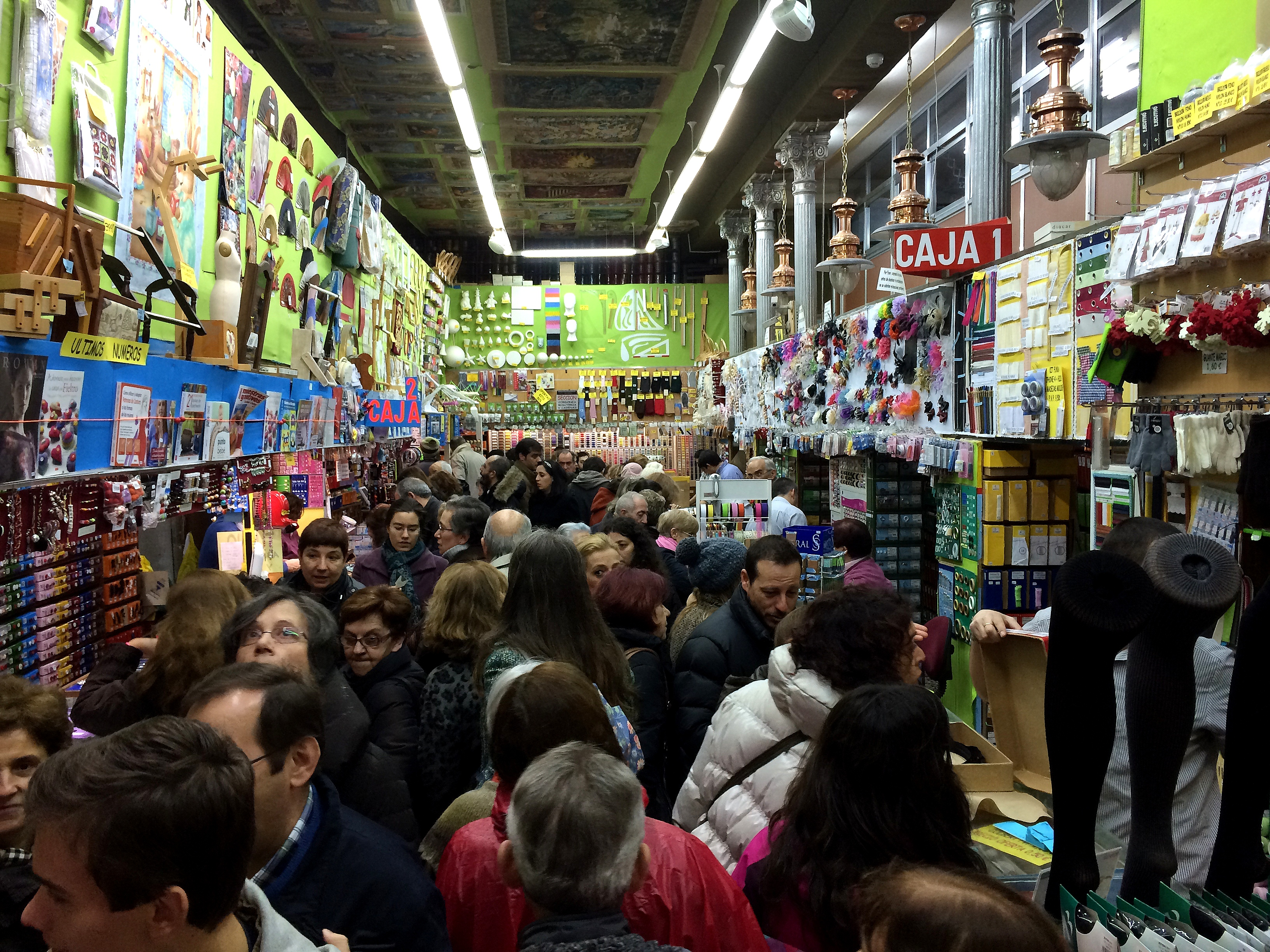
Une mercerie à Madrid

La mercerie est l'ensemble des articles qui servent pour l’habillement et la parure : fil, aiguille à coudre ou à tricoter, boutons, rubans, etc. Par extension, la mercerie désigne le commerce de ces marchandises et la boutique qui les vend, étendant progressivement sa gamme aux armes, couteaux, métaux, bijoux, parures, pièces d'ameublement, cuirs, étoffes, etc.
Au Québec, la mercerie désignait autrefois le magasin de confection pour homme.

## Le mercier
Étymologiquement, le mercier est un marchand. Ce nom est retrouvé dès le XIIe siècle (acte de concession dans les halles de Champeaux en 1137) et provient du latin merx et de l'ancien français merz qui signifie marchandise.
Au Moyen Âge, les merciers sont un des sept grands corps de métiers : ils font le négoce des marchandises produites par les autres métiers ou importées. Les marchands merciers (Livre des métiers d'Étienne Boileau. Titre LXXV) faisaient commerce de produits de luxe : étoffes, objets de toilette, ceintures, franges de robe, bourses, aumônières. Ils n'avaient pas le droit de fabriquer eux-mêmes, mais ils pouvaient enrichir les produits qu'ils vendaient de perles, de pierres précieuses, d'or ou d'argent.
On dit d'eux : « Merciers, marchands de tout, faiseurs de rien ». Négociant en gros, le mercier est soit ambulant, pouvant s'approvisionner jusque dans des grandes foires à l'étranger et charger ses mulets de ballots, ou sédentaire, s'approvisionner chez les merciers ambulants ou commandant leurs marchandises aux fabricants de la ville. Au XIIIe siècle, ils obtiennent le droit de fabriquer eux-mêmes certaines marchandises : orfrois, broderies.
La mercerie comprenait divers commerces dont celui des métaux et les articles de couture dits de « menue mercerie ». Un mercier était un marchand appartenant à la corporation des merciers (avec ses maîtres et ses apprentis) qui avait à sa tête jusqu'en 1597 un roi des merciers. Cette corporation avait obtenu ses statuts en 1545, acceptait les femmes dans leur métier et était divisée en plusieurs catégories au XVIIe siècle : marchands joailliers, marchands quincailliers, papetiers, bimbelotiers, etc. La corporation des merciers s'unit avec celle des drapiers en 1703.
Au XIXe siècle, avant l'invention de la haute couture et l’avènement des grands couturiers, le mercier vend des tissus et étoffes à ses clients ; ces mêmes tissus sont façonnés par la couturière sur les indications du client.

## La mercerie

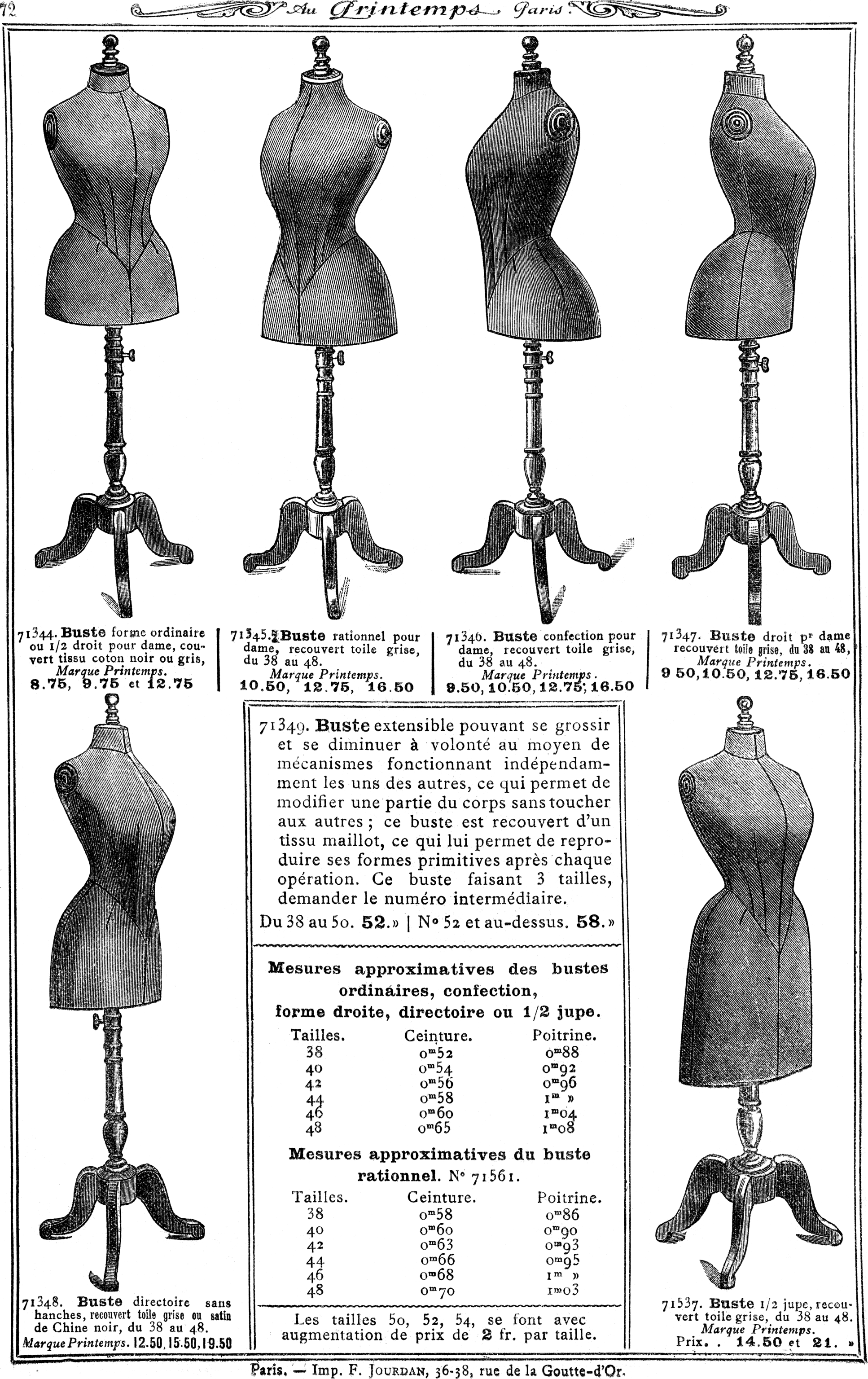
Catalogue de mercerie du Printemps, 1912

Apparue au XIIe siècle dérivée de mercier, d'abord comme mercherie, la mercerie est le magasin du mercier.
Une mercerie est, à l'origine, un commerce de l'ensemble des articles servant à la couture, à la fabrication de vêtements, à la parures et aux ouvrages et travaux dits "de dames".
Les principaux articles étaient les aiguilles, les fils et passementeries (cordons, dentelles, rubans…), les boutons, les agrafes, les craies de tailleur, bref l'ensemble des fournitures de couture et de broderie.
Ils sont progressivement remplacés au XIXe siècle par les Grands magasins. Actuellement[Quand ?] il reste peu de magasins de mercerie, plutôt des rayons mercerie dans des magasins plus généralistes. Le choix d'articles référencés dans les merceries s'étoffe. Ainsi la laine à tricoter ou les loisirs créatifs sont souvent proposés.

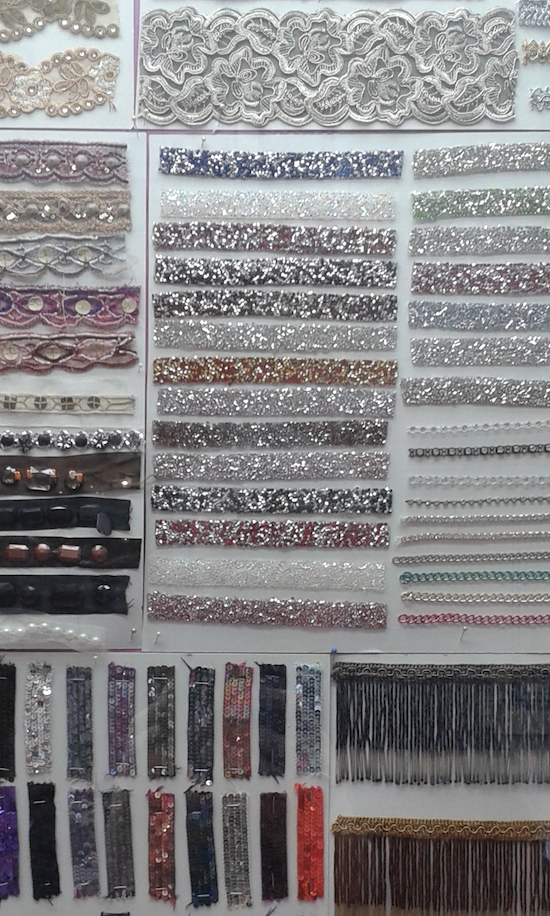
articles de mercerie